# Phasia nigra
Phasia nigra là một loài ruồi trong họ Tachinidae.